# Gouvernement Kaba
Ba II Sonko
Le gouvernement Kaba est le gouvernement de la République du Sénégal du 9 mars 2024 au 2 avril 2024. Il s'agit du dixième gouvernement de la présidence de Macky Sall.

## Historique
Le 6 mars 2024, Sidiki Kaba est nommé Premier ministre du Sénégal par le président Macky Sall afin de permettre à son prédécesseur, Amadou Ba, de se préparer à l'élection présidentielle,,.

## Composition
- Les nouveaux ministres sont indiqués en gras, ceux ayant changé d'attributions en italique.

| Image | Fonction | Nom | Nom                               | Parti       |
| ----- | --- | --- | --------------------------------- | ----------- |
|       | Premier ministre |     | Sidiki Kaba (jusqu'au 31/03/2024) | APR         |
|       | Ministre des Forces armées |     | Omar Youm                         | APR         |
|       | Garde des Sceaux, ministre de la Justice |     | Aïssata Tall Sall                 | PS          |
|       | Ministre des Affaires étrangères et des Sénégalais de l'Extérieur |     | Mankeur Ndiaye                    | Indép.      |
|       | Ministre de l'Intérieur |     | Mouhamadou Makhtar Cissé          | Indép.      |
|       | Ministre de l’Économie, des Finances et du Plan |     | Mamadou Moustapha Ba              | APR         |
|       | Ministre des Infrastructures, des Transports terrestres et du Désenclavement                                                                                                   |     | Mansour Faye                      | APR         |
|       | Ministre de l’Agriculture, de l’Equipement rural et de la Souveraineté alimentaire                                                                                             |     | Samba Ndiobène Ka                 | APR         |
|       | Ministre de l’Éducation nationale, de l'Enseignement supérieur, de la Recherche et de l'Innovation                                                                             |     | Moussa Baldé                      | APR         |
|       | Ministre de la Formation professionnelle, de l’Apprentissage et de l’Insertion                                                                                                 |     | Mariama Sarr                      | APR         |
|       | Ministre de l'Eau et de l'Assainissement |     | Serigne Mbaye Thiam               | PS          |
|       | Ministre de la Santé et de l'Action sociale |     | Marie Khemesse Ngom Ndiaye        | Indép.      |
|       | Ministre de la Femme, de la Famille, du Genre, de la Protection des Enfants, du Développement communautaire, de la Solidarité nationale et de l'Equité sociale et territoriale |     | Thérése Faye Diouf                | APR         |
|       | Ministre des Mines et de la Géologie |     | Oumar Sarr                        | PLD/AS      |
|       | Ministre du Pétrole et des Énergies |     | Antoine Diome                     | Indép.      |
|       | Ministre des Transports aériens et du Développement des infrastructures aéroportuaires                                                                                         |     | Antoine Mbengue                   | APR         |
|       | Ministre de l’Environnement, du Développement durable et de la Transition écologique                                                                                           |     | Alioune Ndoye                     | PS          |
|       | Ministre des Pêches et de l’Économie maritime |     | Papa Sagna Mbaye                  | AFP         |
|       | Ministre du Travail, du Dialogue social et des Relations avec les Institutions                                                                                                 |     | Annette Seck Ndiaye               | PIT         |
|       | Ministre de l'Urbanisme, du Logement et de l'Hygiène publique |     | Abdoulaye Saydou Sow              | APR         |
|       | Ministre du Commerce, de la Consommation et des Petites et moyennes entreprises Porte-parole du Gouvernement                                                                   |     | Abdou Karim Fofana                | APR         |
|       | Ministre du Développement industriel et des Petites et Moyennes industries |     | Moustapha Diop                    | APR         |
|       | Ministre de la Microfinance, de l’Économie sociale et solidaire |     | Victorine Anquediche Ndeye        | APR         |
|       | Ministre des Collectivités territoriales, de l’Aménagement et du Développement des territoires                                                                                 |     | Modou Diagne Fada                 | LDR-Yessal  |
|       | Ministre de la Jeunesse, de l’Entrepreneuriat et de l’Emploi |     | Pape Malick Ndour                 | APR         |
|       | Ministre du Tourisme et des Sports |     | Mame Mbaye Niang                  | APR         |
|       | Ministre de la Culture et du Patrimoine historique |     | Aliou Sow                         | MPD/LIGGEEY |
|       | Ministre de la Communication, des Télécommunications et de l’Economie numérique                                                                                                |     | Moussa Bocar Thiam                | APR         |
|       | Ministre de la Fonction publique et de la Transformation du secteur public |     | Gallo Bâ                          | APR         |
|       | Ministre de l’Artisanat et de la Transformation du secteur informel |     | Birame Faye                       | APR         |
|       | Ministre de l’Élevage et des Productions animales |     | Daouda Dia                        | APR         |
|       | Ministre déléguée auprès du Ministre des Affaires étrangères et des Sénégalais de l'Extérieur, chargée des Sénégalais de l'Extérieur                                           |     | Aminata Angélique Manga           | APR         |
|       | Ministre délégué auprès du ministre des Infrastructures, des Transports terrestres et du Désenclavement, chargé du développement des chemins de fer                            |     | Pape Amadou Ndiaye                | APR         |
|       | Ministre délégué auprès du Ministre de l'Intérieur, chargé de la Sécurité de proximité et de la Protection civile                                                              |     | Mamadou Saliou Sow                | APR         |
|       | Ministre délégué auprès du ministre de l’Eau et de l’Assainissement, chargé de la Prévention et de la Gestion des inondations                                                  |     | Issakha Diop                      | Indép.      |